# Come Back
"Come Back" ( em português: "Volta") foi a canção que representou o Reino Unido no Festival Eurovisão da Canção 2002 que teve lugar em Tallinn, Estónia em 25 de maio desse ano.
A referida canção foi interpretada em inglês por Jessica Garlick. Jessica foi a segunda a cantar na noite do evento, a seguir à banda One com a canção "Gimme em representação de Chipre e antes de Manuel Ortega "Say A Word" pela Áustria. Terminou a competição em 3.º lugar, tendo recebido um total de 111 pontos, permanecendo como a melhor classificação para o Reino Unido] no Festival Eurovisão da Canção durante o século XXI. Seria sucedida como representante britânica  em 2003 por "Cry Baby", interpretada pela banda Jemini que cometará a proeza de conseguir a pior classificação  para o Reino Unido, na história do Festival Eurovisão da Canção: último lugar e os indesejados 0 pontos.

## Autores
| AUTORES                   |
| ------------------------- |
| Letrista: Martyn Baylay   |
| Compositor: Martyn Baylay |

## Letra
A canção é uma balada de amor, na qual Garlick diz ao seu amante que ambos cometeram erros e implora-lhe para que volte para ela e que sente muito infeliz sem a sua presença e que não pode viver sem ele.

## Atuação
Na sua  sua aparência na Eurovisão, Garlick usou um vestido vermelho escuro, que foi picado da cintura para baixo. Ela foi acompanhada em palco por cinco backing vocals vestidas de branco.

## Top de vendas
A canção alcançou o número 13 do  UK Singles Chart.

## Outras versões
| Outras versões                 |
| ------------------------------ |
| * club mix (inglês) [4:21]     |
| * demo version (inglês) [2:49] |